# NTR (Distrikt)
Der Distrikt NTR (Telugu ఎన్టీఆర్ జిల్లా) ist ein 2022 neu gebildeter Distrikt im südindischen Bundesstaat Andhra Pradesh. Der Distrikt ist nach dem früheren Chief Minister von Andhra Pradesh, N. T. Rama Rao (populär als „NTR“ bekannt) benannt. Distrikthauptstadt ist Vijayawada.

## Lage

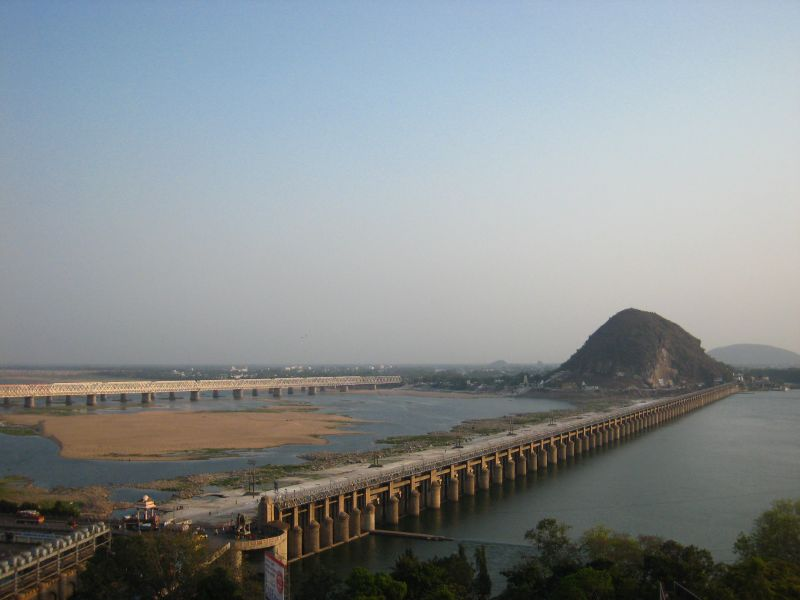
Der Fluss Krishna bei Vijayawada

Der Distrikt liegt im Binnenland von Andhra Pradesh an der Grenze zum Bundesstaat Telangana. Die angrenzenden Distrikte sind im Osten Eluru, im Süden Krishna und Guntur, im Westen Palnadu und Suryapet (in Telangana) und im Norden Khammam (in Telangana). Die westliche Distriktgrenze wird weitgehend vom Fluss Krishna gebildet. Ein weiterer größerer Fluss im westlichen Distriktgebiet ist der in den Krishna mündende Munneru.

## Geschichte
Der Distrikt wurde am 4. April 2022 im Rahmen einer Distriktneugliederung von Andhra Pradesh durch die Regierung unter Chief Minister Y. S. Jaganmohan Reddy neu geschaffen. Zuvor war das Distriktgebiet Teil des Distrikts Krishna gewesen. Distrikthauptstadt wurde Vijayawada, das frühere Bezawada. Der neue Distrikt wurde nach dem ehemaligen Chief Minister und Telugu-Schauspieler N. T. Rama Rao benannt, dessen Geburtsort Nimmakuru allerdings nicht im Distrikt NTR, sondern im verbliebenen verkleinerten Distrikt Krishna liegt.

## Bevölkerung
Da der Distrikt 2022 gebildet wurde und die turnusmäßig für 2021 angesetzte Volkszählung noch nicht erfolgt ist, bzw. verschoben wurde (Stand Anfang 2023), existieren keine Angaben zu Bevölkerung und Fläche seitens der indischen Zensusbehörde. Die bisher zugänglichen Informationen stammen von der Distriktwebseite und sind aus den Bevölkerungszahlen einzelner Mandals zum Zeitpunkt der Volkszählung 2011 errechnet. Demnach hatte 2011 2.218.591 Einwohner auf einer Fläche von 3316 km². Die Bevölkerungsdichte lag bei 669 Einwohnern pro Quadratkilometer.

## Verwaltungsgliederung

### Mandals
Im Jahr 2023 war der Distrikt in drei Divisionen und 20 Mandals eingeteilt.
- Division Nandigama mit den sieben Mandals Nandigama, Kanchikacherla, Chandralapadu, Veerullapadu, Jaggaiapet, Vatsavai, Penugranchipolu
- Division Tiruvuru mit den fünf Mandals Reddigudem, Tiruvuru, Vissannapet, Gampalagudem, A. Konduru
- Division Vijayawada mit den acht Mandals Ibrahimpatnam, G. Konduru, Mylavaram, Vijayawada Rural, Vijayawada West, Vijayawada Central, Vijayawada North, Vijayawada East

### Städtische Siedlungen
Bei der Volkszählung 2011 wurden folgende acht Orte als Städte (MC = Municipial Corporation, M = Municipality, CT = Census Town) klassifiziert (mit Einwohnerzahl 2011 in Klammern).
- Vijayawada (MC, 1.143.232)
- Jaggaiahpet (M, 53.530)
- Nuzvid (M, 58.590)
- Nadim Tiruvuru (CT, 18.567)
- Ibrahimpatnam (CT, 29.432)
- Kondapalle (CT, 33.373)
- Prasadampadu (CT, 13.941)
- Ramavarappadu (CT, 22.222)